# 정유재란 호벌치 전적지
정유재란 호벌치 전적지(丁酉再亂 胡伐峙 戰蹟地)는 대한민국 전북특별자치도 부안군 상서면에 있는 정유재란 전적지이다. 1976년 4월 2일 전라북도의 기념물 제30호로 지정되었다.

## 개요
선조 30년(1597) 정유재란 때 전라도 부안지방의 의병들이 왜군을 맞아 싸운 싸움터이다.
호벌치란 지명은 7세기 당나라 장군 소정방이 이곳에 상륙하여 유진치와 주류성 일대에 통수부를 설치하였던 사실에서 비롯되었다고 전한다.
선조 25년(1592)에 일어난 임진왜란 때와는 달리 왜군은 주력부대를 전라도에 투입하여 곳곳을 짓밟았는데, 이 때 왜병들은 해로를 이용해 줄포에 상륙하여 부안으로 진격하여 왔다. 그러자 임진왜란 때 이 지방에서 의병 92명과 함께 왜병을 크게 무찔렀던 채흥국이 다시 뜻있는 의사 33명을 추가하여 호벌치에서 왜병을 맞아 싸웠으나, 수적인 열세에 밀려 모두 전사하였다.
호벌치전투는 지역 선비들과 농민, 천민, 승려 계층이 하나로 결합, 최후까지 왜병에 대항하여 싸운 의병항쟁이었던 점에서 의의가 있다. 현재 전적지에는 1965년 8월에 세운 전적지비가 있다.

## 참고 자료
- 정유재란 호벌치 전적지 - 국가유산청 국가유산포털